# Frank Bagnack

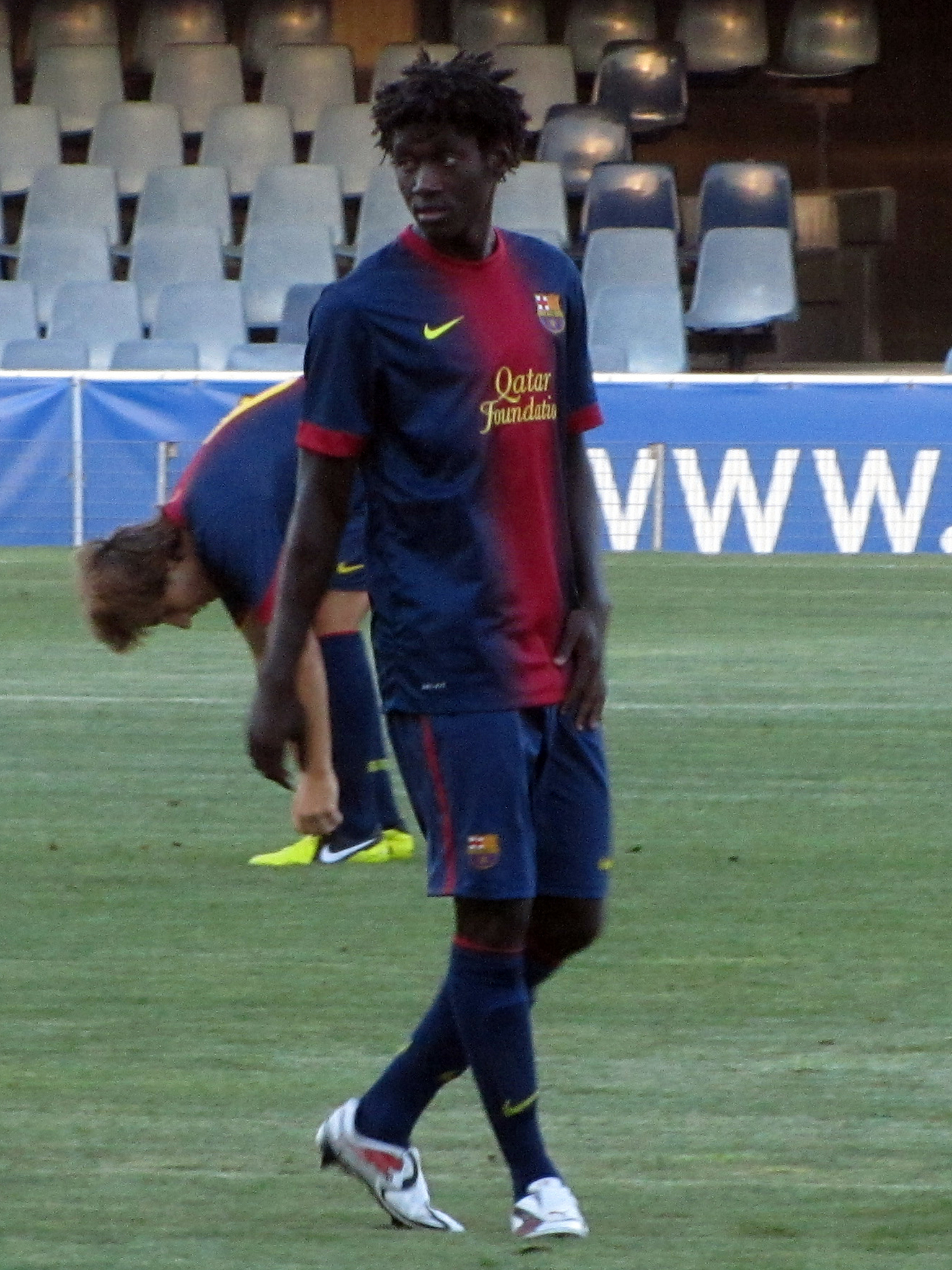
Bagnack als speler van FC Barcelona B

Macky Frank Bagnack Mouegni (7 juni 1995) is een Kameroens voetballer. Hij speelt als verdediger bij FC Nantes.

## Clubvoetbal
Bagnack kwam via de Fundación Eto'o in de jeugdopleiding van FC Barcelona. Deze stichting is een samenwerkingsverband tussen FC Barcelona en Samuel Eto'o, speler bij de club van 2004 tot 2009. Hij begon als speler van de Infantil A in het seizoen 2008/2009. Vanaf 2011 was Bagnack een vaste waarde bij de Juvenil A. Hij maakte op 8 september 2012 in de competitiewedstrijd tegen CD Guadalajara zijn profdebuut voor FC Barcelona. In januari 2016 werd hij gecontracteerd door FC Nantes

### Statistieken
| Seizoen         | Club            | Competitie         | Competitie | Competitie | Beker | Beker | Supercup | Supercup | Europa | Europa | Totaal | Totaal |
| Seizoen         | Club            | Competitie         | Wed.       | Dlp.       | Wed.  | Dlp.  | Wed.     | Dlp.     | Wed.   | Dlp.   | Wed.   | Dlp.   |
| --------------- | --------------- | ------------------ | ---------- | ---------- | ----- | ----- | -------- | -------- | ------ | ------ | ------ | ------ |
| 2012-2013       | FC Barcelona B  | Segunda División A | 1          | 0          | 0     | 0     | —        | —        | —      | —      | 1      | 0      |
| 2013-2014       | FC Barcelona B  | Segunda División A | 24         | 1          | 0     | 0     | —        | —        | —      | —      | 24     | 1      |
| 2014-2015       | FC Barcelona B  | Segunda División A | 18         | 0          | 0     | 0     | —        | —        | —      | —      | 18     | 0      |
| 2015-2016       | FC Barcelona B  | Segunda División B | 0          | 0          | 0     | 0     | —        | —        | —      | —      | 0      | 0      |
| Carrière totaal | Carrière totaal | Carrière totaal    | 43         | 1          | 0     | 0     | 0        | 0        | 0      | 0      | 43     | 1      |

## Nationaal elftal
Bagnack behoorde samen met clubgenoot Fabrice Ondoa tot de selectie van Kameroen voor de African Cup of Nations 2015. Hij debuteerde voorafgaand aan het toernooi op 7 januari 2015 in een oefenwedstrijd tegen de Democratische Republiek Congo, maar kwam op de Africa Cup uiteindelijk niet in actie.